# Monestier-d'Ambel
Monestier-d'Ambel là một xã thuộc tỉnh Isère trong vùng Rhône-Alpes đông nam nước Pháp. Xã này nằm ở khu vực có độ cao trung bình 950 mét trên mực nước biển. Theo điều tra dân số năm 2006 của INSEE có dân số là 21 người.
Thị trấn có diện tích 11 km2.